# 拉納康
拉納康是一家位於多倫多的軟件公司， 由前德拉里納執行董事托尼·戴維斯创立。專注於制作互聯網內容軟件。1997年初，該公司發布了一個名為“Headliner”的產品，是一个自動整理和傳送來自互聯網資源的內容的程序。它為終端用戶提供了幾種不同類型的接口: 字幕跑馬燈, 新闻标题及屏幕保護.
該公司於1997年7月被BackWeb收購。